# Canal alpha
Pour l’article homonyme, voir Canal Alpha.
 (octobre 2024).
Si vous disposez d'ouvrages ou d'articles de référence ou si vous connaissez des sites web de qualité traitant du thème abordé ici, merci de compléter l'article en donnant les références utiles à sa vérifiabilité et en les liant à la section « Notes et références ».

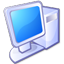
Exemple d'image PNG avec fond transparent.

Le canal alpha d'une image numérique est une composante qui indique le degré de transparence de chaque pixel de l'image. L'effet est visible lorsque l'image est affichée sur une autre image.

## Mise en œuvre
Il suffit d'adjoindre un octet ou bien un nombre flottant aux valeurs spécifiant la couleur. Quand la valeur alpha est à zéro, le pixel ou l'objet est transparent, tandis que la valeur maximale (255 pour un octet, 1.0 pour un flottant) spécifie que le pixel ou l'objet est opaque.

## Format
Le format PNG peut prendre en charge un canal alpha.
Le format GIF simule la transparence en utilisant une couleur considérée comme transparente.

## Utilisation
Dans les jeux vidéo, l'emploi de la couche alpha sur les textures permet par exemple de modifier leur réflexion ou leur transparence.